# Soran (distrikt)
Soran är ett distrikt i Irak.   Det ligger i provinsen Arbil i regionen Kurdistan, i den norra delen av landet, 400 km norr om huvudstaden Bagdad.